# Municipio de Hoctún

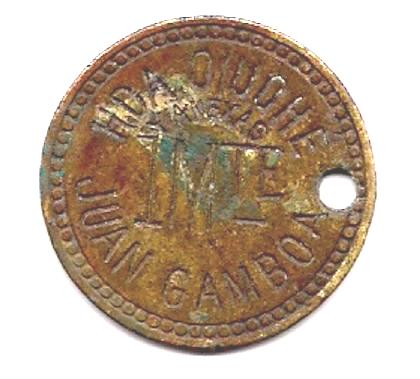
Ficha de la Hacienda Dzuiché, en la población de San Esteban Dzuiché, perteneciente al Municipio de Hoctún.

Hoctún es uno de los 106 municipios de Yucatán, en el sureste de México. Ubicado en la porción centro norte del estado. La cabecera municipal ostenta el mismo nombre.

## Toponimia
En lengua maya, el nombre Hoctún significa literalmente Arrancar la piedra, por derivarse de los vocablos Hoc, arrancar, y Tun, piedra.

## Colindancias
Se encuentra este municipio dentro de la demarcación de la zona henequenera de Yucatán. Limita al oriente con el municipio de Izamal, al poniente con Tahmek, al sur con los municipios de Hocabá y Xocchel, y al norte con Cacalchén.

## Fechas históricas
- 1722 Fue nombrada encomendero de la región, Ángela de la Felguera Castillo, con 269 indígenas mayas a su cargo.
- 1825 La población pasa a pertenecer al partido de Beneficios Bajos con cabecera en Sotuta.
- 1873 Nace en la cabecera, Hoctún, el sabio matemático Graciano Ricalde Gamboa (21 de noviembre), hijo predilecto de la localidad.
- 1889 La cabecera municipal adquiere la categoría de Villa.
- 1921 Hoctún se vuelve municipio libre.

## Actividad económica
Entre las actividades productivas que se desarrollan en el municipio está preponderantemente la agricultura destacando por su importancia los cultivos de henequén, maíz, frijol, tomate, chile y cítricos.
La agroindustria henequenera tuvo una importante presencia en el municipio, contando éste con una unidad desfibradora.
En cuanto a la ganadería, se ha desarrollado la de bovinos y porcinos. Hay también actividad apícola y avícola.
Recientemente ha cobrado impulso la confección de ropa.

## Atractivos turísticos
- Templo católico de San Miguel Arcángel, del que no se tienen datos exactos acerca de su construcción, pero existe desde la época colonial.
- Iglesia católica en la que se venera a San Lorenzo, construida en el siglo XVIII.

- Existen vestigios arqueológicos en la cabecera municipal, posiblemente contempóraneos de los encontrados en el vecino Izamal como la pirámide de Kinich kakmó.